# Jan Kralitschka
Jan Kralitschka (* 16. Juli 1976 in Schönebeck) ist ein deutsches Model, Rechtsanwalt und Fernsehdarsteller. Er wurde durch die Fernsehshow Der Bachelor bekannt.

## Leben
Kralitschka wurde in Sachsen-Anhalt, in der damaligen DDR, geboren und stammt aus einer Handwerker-Familie.
Er besuchte eine Schule in Schönebeck, wechselte nach der Wiedervereinigung 1990 auf ein Gymnasium, welches er 1995 mit dem Abitur abschloss. Im Anschluss leistete er 1996 bei der Bundeswehr in Wunstorf seinen Wehrdienst ab. Ab 1997 studierte er an der Universität Münster für zwei Semester Philosophie, wechselte dann zum Studienfach Jura. Dieses schloss er im Jahr 2002 mit dem Ersten Juristischen Staatsexamen ab.
Anschließend absolvierte er bis 2004 ein Rechtsreferendariat in Münster und arbeitet seither als Rechtsanwalt. Im Jahr 2020 promovierte er zum Thema Der Handelsvertreter im deutschen und russischen Recht bei Martin Schmidt-Kessel an der Universität Bayreuth. Seine Schwerpunkte sind gewerblicher Rechtsschutz, Familienrecht, Erbrecht und Mietrecht.
Weiterhin arbeitete er als Model.
Kralitschka ist Vater eines Sohnes und einer Tochter, die aus verschiedenen Beziehungen stammen. Er lebt auf einem alten Fachwerkanwesen in Bad Honnef bei Bonn im Siebengebirge und pflegt einen umweltbewussten und nachhaltigen Lebensstil.

## Der Bachelor
Kralitschka wurde in einem Club in Düsseldorf von einem Scout der Produktionsfirma angesprochen und war schließlich ab Januar 2013 in der 3. Staffel der RTL-Fernsehshow Der Bachelor zu sehen, um unter 20 Kandidatinnen eine Partnerin zu finden.
Im Februar 2013 vergab er die letzte Rose an die Deutsch-Algerierin Alissa Harouat und nicht an die aus der Schweiz stammende und von den Zuschauern favorisierte Ramona Stöckli. Eine langfristige Beziehung kam jedoch nicht zustande.
Während der Ausstrahlung kamen Gerüchte auf, dass Kralitschka nicht ernsthaft auf der Suche nach einer Partnerin sei, sondern die Sendung als Sprungbrett für seine Model-Karriere nutzen wollte. Kralitschka war laut eigener Angabe zu diesem Zeitpunkt jedoch schon seit fast 1,5 Jahren Single.
Im März 2013 äußerte er sich in der ZDF-Talkshow Markus Lanz über seine Teilnahme an der Fernsehshow Der Bachelor. Seine eigene Rolle hinterfragte er dabei kritisch, sprach von „Überforderung“ durch die Situation und einem „schlechten Gewissen“. Kralitschka vertrat jedoch die Auffassung, dass es auch bei diesem TV-Format grundsätzlich möglich sei, die „große Liebe zu finden...wie beim Job oder beim Sport.“

## Fernsehauftritte
Die Fernsehshow Der Bachelor war nicht Kralitschkas erste Tätigkeit als Fernsehdarsteller.
Erste Auftritte hatte er in der Gerichtssendung Richterin Barbara Salesch. Im Oktober 2011 war er in der VOX-Doku-Soap mieten, kaufen, wohnen auf Wohnungssuche, in welcher er eine Single-Wohnung in Köln suchte.
2008 bewarb er sich als Kandidat bei Schlag den Raab, wurde in der Live-Sendung von den Zuschauern jedoch nicht als Gegner für Stefan Raab ausgewählt.
Im Jahr 2011 war er Kandidat der Gameshow 17 Meter auf ProSieben, die von Joko und Klaas moderiert wurde. Im Juni/Juli 2013 nahm er an der Schwimm-Show Die Pool Champions - Promis unter Wasser auf RTL teil.
Zweimal nahm Kralitschka als Kandidat bei der Koch-Show Das perfekte Promi-Dinner teil. Die Folge, in welcher u. a. auch die Bachelor-Zweitplatzierte Ramona Stöckli teilnahm, wurde im Januar 2014 auf VOX ausgestrahlt. Seine zweite Teilnahme bei einem Bachelor Spezial mit den anderen ehemaligen Teilnehmer/-innen Paul Janke, Juliane Ziegler und Anna Hofbauer wurde im Oktober 2014 ausgestrahlt.
Im September 2014 trat er beim Promiboxen auf ProSieben gegen Christian Tews an; der Kampf endete unentschieden.
2015 nahm er am TV total Deutscher Eisfußball-Pokal (Team Borussia Mönchengladbach) teil.
Im November 2016 belegte er den letzten Platz in der Tanzshow Deutschland tanzt (ProSieben).
In der dritten Staffel der RTL-II-Castingshow Curvy Supermodel – Echt. Schön. Kurvig war Kralitschka neben Angelina Kirsch, Jana Ina Zarrella und Oliver Tienken Mitglied der vierköpfigen Jury.
2019 spielte Kralitschka in den Musikvideos „Dem Himmel so nah“ und „Großstadthelden“ von Pia Malo mit.
Als Rechtsanwalt für Mietrecht half Kralitschka im Mai 2022 Wohnungssuchenden in „Wohnung verzweifelt gesucht“ bei RTL.